# Jogos Asiáticos de Inverno de 1986
Os Jogos Asiáticos de Inverno de 1986 foram a primeira edição do evento multiesportivo realizado na Ásia a cada quatro anos. O evento foi realizado em Sapporo, no Japão. A cidade foi escolhida devido à sua boa infra-estrutura, legado dos Jogos Olímpicos de Inverno de 1972.
O logotipo escolhido foi o sol vermelho, símbolo do Conselho Olímpico da Ásia, ao lado de um hexágono azul preenchido com formas brancas, que lembravam a neve, enquanto o mascote eleito foi um esquilo.

## Países participantes
Sete países participaram do evento:
- China
- Coreia do Norte
- Coreia do Sul
- Hong Kong
- Índia
- Japão
- Mongólia

## Modalidades
Sete modalidades formaram o programa dos Jogos:
- Biatlo
- Esqui alpino
- Esqui cross-country
- Hóquei no gelo
- Patinação artística
- Patinação de velocidade
- Patinação de velocidade em pista curta

## Quadro de medalhas
País sede destacado.
| Ordem | País            | Medalha de ouro | Medalha de prata | Medalha de bronze |     |
| ----- | --------------- | --------------- | ---------------- | ----------------- | --- |
| 1     | Japão           | 29              | 23               | 6                 | 58  |
| 2     | China           | 4               | 5                | 12                | 21  |
| 3     | Coreia do Sul   | 1               | 5                | 12                | 18  |
| 4     | Coreia do Norte | 1               | 2                | 5                 | 8   |
| TOTAL | TOTAL           | 35              | 35               | 35                | 105 |